# Jutta Kirst
Jutta Kirst (Dresda, 10 novembre 1954) è un'ex altista tedesca, vincitrice della medaglia di bronzo ai Giochi olimpici di Mosca nel 1980.

## Biografia
Alle olimpiadi del 1980 giunse nella gara di salto in alto al terzo posto, dietro all'italiana Sara Simeoni (medaglia d'oro) e a Urszula Kielan (medaglia d'argento). Imparentata con Rita Schmidt-Kirst e di Joachim Kirst.

## Palmarès
| Anno | Manifestazione              | Sede  | Evento        | Risultato | Prestazione | Note |
| ---- | --------------------------- | ----- | ------------- | --------- | ----------- | ---- |
| 1980 | Giochi della XXII Olimpiade | Mosca | Salto in alto | Bronzo    | 1,94        |      |
| 1982 | Campionati europei          | Atene | Salto in alto | 5ª        | 1,88        |      |